# Cryptocephalus sexpustulatus
Cryptocephalus sexpustulatus es una especie de insecto coleóptero de la familia Chrysomelidae.
Fue descrita científicamente en 1789 por Villers.